# Рудник Дарлот
Рудник Дарлот – гірничодобувний майданчик на заході Австралії. 
Перший поклад золота в районі Дарлот виявили в 1894-му, а за кілька років тут вже працювало біля 1,5 тисяч старателей, що вели розробку алювіальних відкладень. Після їх вичерпання перейшли до підземної розробки (зокрема, відомо про існування таких шахт як «St George», «Monte Cristo», «Zangbar»). У підсумку накпичений видобуток за 1898 – 1913 роки досягнув 30 тисяч тонн «багатої» руди з середнім вмістом золота у 15,8 грама на тонну. 
В 1960-х та 1970-х роках велись епізодичні видобувні роботи, а в 1988-му компанія Sundowner Minerals NL відновила розробку «Monte Cristo». З 1992-го роботи на Дарлот продовжила Plutonic Resources, що до 1995-го вела видобуток відкритим способом, після чого перейшла до підземних робіт. За час вікритої розробки з кар’єру вилучили 2,6 млн тонн руди, що дозволило отримати 11,3 тонни золота, тоді як підземний рудник видав до вересня 1997 року 0,93 млн тонн руди та 2,9 тонни золота.
В 1996-му за 1,2 кілометра від Дарлот виявили рудне тіло «Centenary», з яким і виявився пов’язаним подальший розвиток копальні. Первісно з підземних виробіток Дарлот спорудили транспортний ухил «Centenary» і в 1998-му узялись за розробку нового рудного тіла. В 1999-му почали спорудження другого транспортного ухилу «Millenium», який бере початок із кар’єру Дарлот. Станом на 2018 рік глибина виробіток на «Centenary» перевищувала вісімсот метрів.
Тим часом рудник продовжив міняти власників – з 1998-го ним стала Homestake Mining Company, в 2001-му її придбала канадська Barrick Gold. В 2013-му копальню продали південноафриканській компанії Goldfields Ltd, а в 2017-му її викупила Red 5 Limited. Остання також придбала (в іншого продавця) рудник Кінг-оф-зе-Гіллз, продукцію якого почали возити на належну до Дарлот фабрику вилучення золота. В 2022-му при Кінг-оф-зе-Гіллз відкрили нову потужні фабрику вилучення золота, куди тепер вже перенаправили руду з Дарлот.
Відносно обсягів видоубтку відомо, що протягом 2000 – 2007 років копальня видавала від 3,7 до 4,8 тонни золота на рік, а всього у цей період вилучили 33,7 тонни золота. В 2010-му з Дарлот отримали 0,72 млн тонн руди, що містила 3,9 тонни золота. Наприкінці 2010-х років видобуток знизився та коливався біля 2 – 2,4 тонн на рік. Станом на 2021 рік накопичений видобуток копальні за весь період експлуатації становив біля 90 тонн золота, при цьому ресурси оцінювали ще у 40 тонн.